# El Plateado de Joaquín Amaro
El Plateado de Joaquín Amaro là một đô thị thuộc bang Zacatecas, México. Năm 2005, dân số của đô thị này là 1619 người.